# الظل (حكاية)
«الظل» ((بالدنماركية: Skyggen)‏) هي حكاية ألفها الشاعر والكاتب الدينماركي هانز كريستيان أندرسن. نشرت القصة لأول مرة في عام 1847.

## ملخص القصة
ذهب رجل متعلم من المناطق الشمالية من أوروبا في رحلة إلى الجنوب.
في ليلة جلس الرجل عند شرفته بينما النار من خلفه تلقي بظله على الشرفة المقابلة. واثناء ماكان جالساً يستريح مستمتعا بمراقبة كيف للظل أن يتبع كل حركاته كما لو أنه يجلس فعلا بالشرفة المقابلة، حين شعر اخيرا بالتعب وقرر النوم تصور لو ان الظل بالمثل يأوي لفراشه في المنزل على الشارع.
وبالصباح التالي فوجئ الرجل عندما وجد انه فقد ظله بالحقيقة بين عشية وضحاها، لم يفكر الرجل بالأمر حينما ظلاً جديداً نما من أطراف أصابع قدميه وانطلق راجعاً للشمال كما عاد للكتابة.
بعد مضي عدة سنوات وفي إحدى الليالي، كان هنالك طرق على الباب، ولصدمته كان ظله الذي فقده من قبل في أفريقيا والان يقف على عتبة بابه بهيأة بشري كامل.
دهش من ظهوره المفاجئ ودعاه للدخول إلى المنزل، سرعان ما جلس الاثنان بجانب المدفأة حيث بدأ الظل بتفسير كيف أصبح بشرياً.
كان الرجل المتعلم هادئ ولطيف بطبيعته، اهتمامه الأساسي يكمن في الخير والجمال والحقيقة، وهو موضوع ما يكتب عنه عادةً والذي لا يثير اهتمام أي أحدٍ آخر. قال الظل أن سيده لم يفهم العالم وأنه قد رآه على حقيقته وكيف يمكن للبعض أن يكونوا أشرار
ازداد الظل ثراءً وربحاً على مر السنين بينما ازداد الكاتب فقرا وضعفاً، وحينما قد أصبح الكاتب طريح فراش المرض اعتزم الظل على أن يقوما برحلة قصيرة لمنتجع صحي مبدياً استعداده على دفع الفاتورة تحت شرط أن يتصرف الظل كالسيد الآن وأن يتصرف الكاتب  بأنه ظله.
بمقدار ما بدا الاقتراح غير معقول قَبَل الرجل في النهاية وانطلقا في رحلتهما.
قابل الظل أميرة حسناء في المنتجع، وقعت الأميرة بحبه كلما رقصوا وتحدثوا مع بعضهم كل ليلة.
وحينما اوشكا على الزواج عرض الظل على الكاتب أن منصب عظيم في القصر شريطةَ أن يكون ظله دوماً، رفض لا الكاتب فوراً عرضه وهدده بإخباره كل شيءٍ للأميرة، لكن الظل أسره.
قابل الظل الأميرة متظاهراً بالضيق واخبرها:
| " لقد مررت بأكثر مسألة مرعبة قابلة للحدوث؛ لكِ أن تخيلِ بأن ظلي قد جن جنونه؛ أفترض انه مسكين، ذو فكرٍ سطحي، لا يمكنه التحمل؛ يتوهم بأنه أمسى بشرياً حقيقياً وأنني ظله " " هذا رهيب " صاحت الأميرة؛ " هل تم سجنه؟ " " اوه أجل، هذا أكيد؛ لخشيتي لعدم قدرته على التعافي." " الظل المسكين ! " قالت الأميرة؛ " أنه لأمرٌ مؤسف فعلاً بالنسبة له ولكم سيكون من الطيب تحريره من وجوده الضعيف؛ وفي الواقع عندما اتسائل كيف للناس من الطبقة الأدنى أن يكونوا ضد الطبقة العليا غالبا في هذه الأيام، سيكون من الحكمة إخراجه من الطريق بهدوء " | "Jeg har oplevet det Grueligste, der kan opleves!" sagde Skyggen, "tænk Dig – ja, saadan en stakkels Skyggehjerne kan ikke holde meget ud! – Tænk Dig, min Skygge er blevet gal, han troer at han er Mennesket og at jeg – tænk dig bare, – at jeg er hans Skygge!" "Det er frygteligt!" sagde Prinsessen, "han er dog spærret inde?" "Det er han! Jeg er bange han kommer sig aldrig." "Stakkels Skygge!" sagde Prinsessen, "han er meget ulykkelig; det er en sand Velgjerning at frie ham fra den Smule Liv han har, og naar jeg rigtig tænker over det, saa troer jeg det bliver nødvendigt at det bliver gjort af med ham i al Stilhed!" |

عندما تزوج الظل بالأميرة في تلك الليلة علم عندها بأن الرجل قد أعدم بالفعل.